# Голышев, Георгий Ефимович
Голышев Георгий Ефимович (неизвестно, неизвестно — не ранее 1937, неизвестно) — советский партийный деятель, председатель Коростенского, Прилуцкого и Криворожского окружных исполкомов, председатель Мариупольского городского совета. Член ВУЦИК (1927—1938), член Центральной контрольной комиссии КП(б)У (1930—1934).

## Биография
Член РКП(б) с 1918 года.
Служил в Красной армии, участвовал в гражданской войне в России.
В 1923—1925 годах — начальник административного отдела, заместитель председателя исполнительного комитета Сумского окружного совета.
С 1927 года — председатель исполнительного комитета Коростенского окружного совета.
С 1928 по март 1929 года — председатель исполнительного комитета Прилукского окружного совета.
В 1929—1930 годах — председатель исполнительного комитета Криворожского окружного совета.
Находился на ответственной советской работе. В июне 1930 — январе 1934 года — член Центральной контрольной комиссии КП(б)У.
С 1932 года — 1-й заместитель председателя исполнительного комитета Харьковского областного совета.
С 1935 по март 1937 года — председатель Мариупольского городского совета Донецкой области.
С марта 1937 года — председатель Харьковского городского отдела коммунального хозяйства.
В конце 1937 года уволен с работы. Дальнейшая судьба неизвестна.